# رود ساسکوهنا
 رود ساسکوهنا (به انگلیسی: Susquehanna River) رودی است که به خلیج چساپیک می‌ریزد. این رود از کشور ایالات متحده آمریکا می‌گذرد.